# Jakten på Julia
Jakten på Julia var ett svenskt underhållningsprogram från 2010 som hade premiär den 20 mars i SVT och sågs av 701 000. Programmet är baserat på brittiska BBC:s före detta koncept How do you solve a problem like Maria?, där sir Andrew Lloyd Webber letade efter en ny Maria till musikalversionen av Sound of Music. Från det fjärde programmet röstade tittarna deltagarna vidare; de två deltagare som får minst röster ställs i duell och juryn väljer den de vill ha kvar i tävlingen. Programledare är Johan Wester och panelen som bedömer deltagarna består av Fredrik Rydman, Jennie Widegren, Morgan Alling, Roine Söderlundh och Zannah Hultén.
På nyårsafton 2010 hade en nyskriven musikalversion av William Shakespeares kanske mest kända verk Romeo och Julia premiär på teatern Göta Lejon i Stockholm. Måns Zelmerlöw gestaltade Romeo. SVT:s storsatsning  handlade om att hitta Julia, som sägs vara en musikalstjärna, med dans och sång. I finalen 22 maj gick Frida Modén Treichl och Lisette Pagler vidare till Superduellen, därefter korades vinnaren. Lisette Pagler, 29 år från Blekinge, vann Jakten på Julia.

## Deltagare
- Caroline Johansson Kuhmunen, 20 år från Piteå
- Ellen Bergström, 20 år från Vingåker.
- Emmie Eriksson Asplund, 22 år från Stockholm.
- Frida Modén Treichl, 24 år från Göteborg.
- Jenny Kaatz, 24 år från Vänersborg
- Josefin Reinhard, 26 år från Stockholm.
- Kristina Lindgren, 28 år från Stockholm.
- Parwin Hoseinia Davari, 23 år från Stockholm
- Shirin Golchin, 21 år från Stockholm.
- Lisette Pagler, 29 år från Stockholm.

### Program 1-3
Under de tre första programmen framförde inte deltagarna några sånger eller dikter.

### Program 4
Samtliga
Dreamgirls (Dreamgirls)
1. Caroline Johansson Kuhmunen - Tragedy (Saturday Night Fever)
2. Josefin Reinhard - Out Tonight (Rent)
3. Ellen Bergström - Hopelessly Devoted To You (Grease)
4. Frida Modén Treichl - If I Can't Have You (Saturday Night Fever)
5. Shirin Golchin - Easy To Be Hard (Hair)
6. Jenny Kaatz - What I've Been Looking For (High School Musical)
7. Parwin Hoseinia Davari - Out Here On My Own (Fame)
8. Lisette Pagler - On My Own (Les Misérables)
9. Emmie Eriksson Asplund - I Want It All (We Will Rock You)
10. Kristina Lindgren - Defying Gravity (Wicked)

Minst tittarröster: Emmie, Jenny och Sherin.

### Program 5
Samtliga
America (West Side Story)
1. Emmie Eriksson Asplund - Use Somebody (Kings of Leon)
2. Ellen Bergström - Be Mine (Robyn)
3. Shirin Golchin - The Way You Make Me Feel (Michael Jackson)
4. Lisette Pagler - The Boy Does Nothing (Alesha Dixon)
5. Kristina Lindgren- If I Were A Boy (Beyoncé)
6. Caroline Johansson Kuhmunen - Hush Hush (The Pussycat Dolls)
7. Parwin Hoseinia Davari - Russian Roulette (Rihanna)
8. Jenny Kaatz - My Life Would Suck Without You (Kelly Clarkson)
9. Josefin Reinhard - Bleeding Love (Leona Lewis)
10. Frida Modén Treichl - So What! (Pink)

Minst tittarröster: Emmie, Jenny och Kristina.

Räddad av Morgan: Kristina.

### Program 6
Samtliga
We're All in This Together (High School Musical)
1. Lisette Pagler - I get a kick out of you (Anything goes)
2. Frida Modén Treichl - What I did for love (A Chorus Line)
3. Shirin Golchin - Mamma Mia (Mamma Mia)
4. Ellen Bergström - Bewitched, bothered, bewildred (Pal Joey)
5. Caroline Johansson Kuhmunen - My favorite things (Sound of Music)
6. Parwin Hoseinia Davari - I am what I am (La Cage Aux Folles)
7. Josefin Reinhard - Cabaret (Cabaret)
8. Kristina Lindgren- What a feeling (Flashdance)

Minst tittarröster: Parwin och Lisette.

Räddad av Morgan: Lisette.

### Program 7
Samtliga
All that jazz (Chicago)
Sånger
1. Josefin Reinhard - Ingenting (Kent)
2. Lisette Pagler - Varje gång jag ser dig (Lisa Nilsson)
3. Caroline Johansson Kuhmunen - Ramlar (Håkan Hellström)
4. Shirin Golchin - Lilla fågel blå (Staffan Hellstrand)
5. Kristina Lindgren- Att älska dig (Shirley Clamp)
6. Ellen Bergström - Glad att det är över (Ratata)
7. Frida Modén Treichl - Det blir alltid värre framåt natten (Björn Skifs)

Dikter
1. Josefin Reinhard - Godmorgon Sverige (Malin Axelsson)
2. Lisette Pagler - Fänrik Ståls sägner (Johan Ludvig Runeberg)
3. Caroline Johansson Kuhmunen - Berusa er! (Charles Baudelaire)
4. Shirin Golchin - Dödssång (Bo Bergman)
5. Kristina Lindgren- Det är inte kärlek (Lars Forssell)
6. Ellen Bergström - En Syn (Gustaf Fröding)
7. Frida Modén Treichl - Sömnlös monolog (Anna Greta Wide)

Minst tittarröster: Josefin och Caroline.

Räddad av Morgan: Caroline.

### Program 8
Samtliga
Shake Your Tail feather (The Blues Brothers)
Låt 1
1. Kristina Lindgren och Frida Modén Treichl - Kids (Robbie Williams och Kylie Minogue)
2. Lisette Pagler och Caroline Johansson Kuhmunen - Telephone (Lady Gaga och Beyoncé)
3. Ellen Bergström och Shirin Golchin - The Boy Is Mine (Brandy och Monica)

Låt 2
1. Kristina Lindgren och Frida Modén Treichl - Det måste finnas bättre liv än det här (Sweet Charity)
2. Lisette Pagler och Caroline Johansson Kuhmunen - Jag vet vad han vill (Chess)
3. Ellen Bergström och Shirin Golchin - Ta mig eller låt mig va (Rent)

Minst tittarröster: Shirin och Frida.

Räddad av Morgan: Frida.

### Program 9
Samtliga
Elephant Love Medley (Moulin Rouge)
Låt 1
1. Ellen Bergström - Paradise City (Guns N' Roses)
2. Frida Modén Treichl - All By Myself (Celine Dion)
3. Caroline Johansson Kuhmunen - Fix You (Coldplay)
4. Kristina Lindgren - Popular (Wicked)
5. Lisette Pagler - Express Yourself (Madonna)

Låt 2
1. Ellen Bergström - De skulle se mig nu (Sweet Charity)
2. Frida Modén Treichl - Habanera (Carmen)
3. Caroline Johansson Kuhmunen - My Happy Ending (Avril Lavigne)
4. Kristina Lindgren - Torn Apart (Notre-Dame de Paris)
5. Lisette Pagler - Wishing You Were Somehow Here Again (Phantom of the Opera)

Minst tittarröster: Caroline och Kristina.

Räddad av Morgan: Kristina

### Program 10
Samtliga
musikalmedley
1. Lisette Pagler - Varje gång jag ser dig (Lisa Nilsson)
2. Frida Modén Treichl - What I did for love (A Chorus Line)
3. Ellen Bergström - Be Mine (Robyn)
4. Kristina Lindgren - Defying Gravity (Wicked)

Superduellen:- "Ännu doftar Kärlek (Marie Fredriksson)", "Holding out for a Hero (Footloose)", "Jag måste skynda mig på (Lena + Orup).

Frida Modén Treichl och Lisette Pagler.

Vinnare: Lisette